# 古瀬陽子
古瀬 陽子（ふるせ ようこ）は日本の労働・厚生労働官僚

## 来歴
1994年、東京大学経済学部卒業。旧労働省に入省。
労働基準局や雇用環境・均等局等を経て、2019年内閣府男女共同参画局推進課長、2021年職業生活両立課。厚労省に戻り、2024年参事官。統計・情報総務室長を経て、2025年7月14日から愛知県副知事に就任。
福祉、保健医療、環境などの分野を担当。厚労省から副知事に女性官僚が着任するのは7代連続のことである。